# Vladimir Pyšnenko
Vladimir Vasil'evič Pyšnenko (in russo Владимир Васильевич Пышненко?; Rostov sul Don, 25 marzo 1970) è un ex nuotatore russo, fino al 1991 sovietico.

## Carriera
Rappresentando la Squadra Olimpica Unificata ha vinto, assieme ai compagni Dmitrij Lepikov, Veniamin Tajanovič e Evgenij Sadovyj, la medaglia d'oro nella 4x200m stile libero ai Giochi di Barcellona 1992.

## Palmarès
- Giochi olimpici

Barcellona 1992: oro nella 4x200m stile libero e argento nella 4x100m stile libero e 4x100m misti (come Squadra Unificata).
Atlanta 1996: argento nella 4x100m stile libero (come Russia).
- Mondiali

Roma 1994: argento nella 4x100m stile libero e nella 4x200m stile libero (come Russia).
- Europei

Atene 1991: oro nella 4x200m stile libero (come Unione Sovietica).
Sheffield 1993: oro nella 4x100m stile libero e nella 4x200 m stile libero (come Russia).
Atene 1997: oro nella 4x100m stile libero (come Russia).